# Украинцы в Кыргызстане
Украи́нцы в Кыргызстане (укр. Українці в Киргизстані, кирг. Кыргызстандагы украиндер) — одна из этнических общин на территории Кыргызской Республики, суммарная численность которой по данным переписи составляет около 22 тыс. человек.

## История
Украинцы начали поселяться на территории Кыргызстана во второй половине XIX века, в основном это были сельские жители. Перепись 1926 года зафиксировала 64 тысячи украинцев, что составляло 6,5 % жителей Кыргызстана. Основным местом проживания украинцев были города Бишкек, Токмак, Каракол. После распада СССР количество украинской диаспоры, наряду с российской, немецкой и еврейской начало сильно сокращаться. Сокращение шло преимущественно за счет выезда на постоянное место жительства за рубеж. Несмотря на снижение численности украинской диаспоры в Кыргызстане, согласно опросам многие из украинцев хотели бы иметь доступ к обучению на украинском языке, а также имеют желание, чтобы их дети получили образование в украинских высших учебных заведениях.
В 1993 году было основано Украинское общество Кыргызской Республики «Берегиня». Благодаря деятельности общества были изданы многочисленные научные работы, посвященные украинской диаспоре в Кыргызстане. Помимо этого были созданы программы на радио, телевидении, посвященные украинцам. В местах компактного проживания создавались украинские классы.

## Динамика численности
Динамика численности и доли украинцев по данным переписей населения:
|                       | Численность | Численность           | Численность | Численность           | Численность | Численность           | Численность | Численность | Численность |
| по переписи 1959 года | %           | по переписи 1989 года | %           | по переписи 1999 года | %           | по переписи 2009 года | %           | %           |             |
| --------------------- | ----------- | --------------------- | ----------- | --------------------- | ----------- | --------------------- | ----------- | ----------- | ----------- |
| Кыргызстан            | 2065009     | 100,00 %              | 4257755     | 100,00 %              | 4822938     | 100,00 %              | 5362793     | 100,00 %    | 100,00 %    |
| Украинцы              | 137031      | 6,64 %                | 108027      | 2,54 %                | 50442       | 1,05 %                | 21924       | 0,41 %      | 0,18 %      |

По данным источников в 1989 году в Кыргызстане украинская диаспора была второй по величине в Центральной (Средней) Азии, численность которой составляла около 108 тысяч человек. После распада СССР численность украинской диаспоры, наряду с российской, немецкой и еврейской начала сильно сокращаться. Сокращение шло преимущественно за счет выезда на постоянное место жительства за рубеж: только в 1989 - 1999 годах миграционный отток украинцев республики составил 29999 человек. В 1997 году численность уменьшилась до 70 тысяч, а по данным последней переписи населения украинская диаспора в Кыргызстане составляет 22 тысячи человек.